# (21583) Caropietsch
(21583) Caropietsch (1998 SQ108) – planetoida z pasa głównego asteroid okrążająca Słońce w ciągu 5,6 lat w średniej odległości 3,15 j.a. Odkryta 26 września 1998 roku.